# Liste der Gemeinden im Département Creuse

Lage des Départements Creuse

Das Département Creuse liegt in der Region Nouvelle-Aquitaine in Frankreich. Es untergliedert sich in zwei Arrondissements mit 15 Kantonen (frz. cantons) und 255 Gemeinden (frz. communes) (Stand 1. Januar 2025).
| Code INSEE | PLZ   | Gemeinde                      | Einwohner (Stand 1. Januar 2022) | Fläche in km² | Einwohner je km² | Kanton seit 30. März 2015 Kanton bis zum 29. März 2015        | Arrondissement ab 2017 Arrondissement bis 2016 | Gemeindeverband                   |
| ---------- | ----- | ----------------------------- | -------------------------------- | ------------- | ---------------- | ------------------------------------------------------------- | ---------------------------------------------- | --------------------------------- |
| 23001      | 23150 | Ahun                          | 1442                             | 33,74         | 43               | Ahun                                                          | Guéret                                         | Creuse Sud Ouest                  |
| 23002      | 23380 | Ajain                         | 1028                             | 33,14         | 31               | Saint-Vaury Guéret-Nord                                       | Guéret                                         | Grand Guéret                      |
| 23003      | 23200 | Alleyrat                      | 141                              | 9,54          | 15               | Aubusson                                                      | Aubusson                                       | Creuse Grand Sud                  |
| 23004      | 23000 | Anzême                        | 549                              | 29,50         | 19               | Saint-Vaury                                                   | Guéret                                         | Grand Guéret                      |
| 23005      | 23700 | Arfeuille-Châtain             | 196                              | 20,50         | 10               | Évaux-les-Bains                                               | Aubusson                                       | Marche et Combraille en Aquitaine |
| 23006      | 23210 | Arrènes                       | 205                              | 22,56         | 9                | Le Grand-Bourg Bénévent-l’Abbaye                              | Guéret                                         | Bénévent-Grand-Bourg              |
| 23007      | 23480 | Ars                           | 236                              | 21,69         | 11               | Ahun Saint-Sulpice-les-Champs                                 | Guéret Aubusson                                | Creuse Sud Ouest                  |
| 23008      | 23200 | Aubusson                      | 3036                             | 19,21         | 158              | Aubusson                                                      | Aubusson                                       | Creuse Grand Sud                  |
| 23009      | 23170 | Auge                          | 92                               | 9,97          | 9                | Évaux-les-Bains Chambon-sur-Voueize                           | Aubusson                                       | Creuse Confluence                 |
| 23010      | 23210 | Augères                       | 117                              | 12,43         | 9                | Le Grand-Bourg Bénévent-l’Abbaye                              | Guéret                                         | Bénévent-Grand-Bourg              |
| 23011      | 23210 | Aulon                         | 163                              | 10,86         | 15               | Le Grand-Bourg Bénévent-l’Abbaye                              | Guéret                                         | Bénévent-Grand-Bourg              |
| 23012      | 23400 | Auriat                        | 116                              | 21,66         | 5                | Bourganeuf                                                    | Guéret                                         | Creuse Sud Ouest                  |
| 23013      | 23700 | Auzances                      | 1153                             | 7,08          | 163              | Auzances                                                      | Aubusson                                       | Marche et Combraille en Aquitaine |
| 23014      | 23210 | Azat-Châtenet                 | 116                              | 9,51          | 12               | Le Grand-Bourg Bénévent-l’Abbaye                              | Guéret                                         | Bénévent-Grand-Bourg              |
| 23015      | 23160 | Azerables                     | 803                              | 39,44         | 20               | Dun-le-Palestel La Souterraine                                | Guéret                                         | Pays Sostranien                   |
| 23016      | 23120 | Banize                        | 181                              | 15,24         | 12               | Ahun Saint-Sulpice-les-Champs                                 | Guéret Aubusson                                | Creuse Sud Ouest                  |
| 23017      | 23260 | Basville                      | 167                              | 22,57         | 7                | Auzances Crocq                                                | Aubusson                                       | Marche et Combraille en Aquitaine |
| 23018      | 23160 | Bazelat                       | 229                              | 13,43         | 17               | Dun-le-Palestel La Souterraine                                | Guéret                                         | Pays Sostranien                   |
| 23019      | 23260 | Beissat                       | 30                               | 14,49         | 2                | Auzances La Courtine                                          | Aubusson                                       | Haute-Corrèze Communauté          |
| 23020      | 23190 | Bellegarde-en-Marche          | 357                              | 3,14          | 114              | Aubusson Bellegarde-en-Marche                                 | Aubusson                                       | Marche et Combraille en Aquitaine |
| 23021      | 23210 | Bénévent-l’Abbaye             | 767                              | 11,56         | 66               | Le Grand-Bourg Bénévent-l’Abbaye                              | Guéret                                         | Bénévent-Grand-Bourg              |
| 23022      | 23270 | Bétête                        | 386                              | 28,24         | 14               | Boussac Châtelus-Malvaleix                                    | Aubusson Guéret                                | Creuse Confluence                 |
| 23024      | 23200 | Blessac                       | 532                              | 17,75         | 30               | Aubusson                                                      | Aubusson                                       | Creuse Grand Sud                  |
| 23025      | 23220 | Bonnat                        | 1354                             | 45,79         | 30               | Bonnat                                                        | Guéret                                         | Portes de la Creuse en Marche     |
| 23026      | 23230 | Bord-Saint-Georges            | 371                              | 32,50         | 11               | Boussac                                                       | Aubusson Guéret                                | Creuse Confluence                 |
| 23027      | 23400 | Bosmoreau-les-Mines           | 226                              | 9,01          | 25               | Bourganeuf                                                    | Guéret                                         | Creuse Sud Ouest                  |
| 23028      | 23200 | Bosroger                      | 117                              | 7,56          | 15               | Aubusson Bellegarde-en-Marche                                 | Aubusson                                       | Marche et Combraille en Aquitaine |
| 23030      | 23400 | Bourganeuf                    | 2408                             | 22,54         | 107              | Bourganeuf                                                    | Guéret                                         | Creuse Sud Ouest                  |
| 23031      | 23600 | Boussac                       | 1239                             | 1,48          | 837              | Boussac                                                       | Aubusson Guéret                                | Creuse Confluence                 |
| 23032      | 23600 | Boussac-Bourg                 | 687                              | 38,69         | 18               | Boussac                                                       | Aubusson Guéret                                | Creuse Confluence                 |
| 23034      | 23700 | Brousse                       | 31                               | 3,63          | 9                | Auzances                                                      | Aubusson                                       | Marche et Combraille en Aquitaine |
| 23035      | 23170 | Budelière                     | 713                              | 25,07         | 28               | Évaux-les-Bains Chambon-sur-Voueize                           | Aubusson                                       | Creuse Confluence                 |
| 23036      | 23320 | Bussière-Dunoise              | 1045                             | 41,13         | 25               | Saint-Vaury                                                   | Guéret                                         | Grand Guéret                      |
| 23037      | 23700 | Bussière-Nouvelle             | 75                               | 8,52          | 9                | Auzances                                                      | Aubusson                                       | Marche et Combraille en Aquitaine |
| 23038      | 23600 | Bussière-Saint-Georges        | 259                              | 22,45         | 12               | Boussac                                                       | Aubusson Guéret                                | Creuse Confluence                 |
| 23042      | 23210 | Ceyroux                       | 125                              | 12,13         | 10               | Le Grand-Bourg Bénévent-l’Abbaye                              | Guéret                                         | Bénévent-Grand-Bourg              |
| 23043      | 23480 | Chamberaud                    | 97                               | 7,44          | 13               | Ahun Saint-Sulpice-les-Champs                                 | Guéret Aubusson                                | Creuse Sud Ouest                  |
| 23046      | 23110 | Chambonchard                  | 79                               | 12,86         | 6                | Évaux-les-Bains                                               | Aubusson                                       | Creuse Confluence                 |
| 23044      | 23220 | Chambon-Sainte-Croix          | 86                               | 6,66          | 13               | Bonnat                                                        | Guéret                                         | Pays Dunois                       |
| 23045      | 23170 | Chambon-sur-Voueize           | 827                              | 33,58         | 25               | Évaux-les-Bains Chambon-sur-Voueize                           | Aubusson                                       | Creuse Confluence                 |
| 23047      | 23240 | Chamborand                    | 243                              | 11,18         | 22               | Le Grand-Bourg                                                | Guéret                                         | Bénévent-Grand-Bourg              |
| 23048      | 23190 | Champagnat                    | 480                              | 28,82         | 17               | Aubusson Bellegarde-en-Marche                                 | Aubusson                                       | Marche et Combraille en Aquitaine |
| 23049      | 23220 | Champsanglard                 | 255                              | 13,64         | 19               | Bonnat                                                        | Guéret                                         | Portes de la Creuse en Marche     |
| 23053      | 23700 | Chard                         | 206                              | 14,12         | 15               | Auzances                                                      | Aubusson                                       | Marche et Combraille en Aquitaine |
| 23054      | 23700 | Charron                       | 194                              | 30,11         | 6                | Auzances                                                      | Aubusson                                       | Marche et Combraille en Aquitaine |
| 23055      | 23700 | Châtelard                     | 29                               | 2,42          | 12               | Auzances                                                      | Aubusson                                       | Marche et Combraille en Aquitaine |
| 23056      | 23430 | Châtelus-le-Marcheix          | 310                              | 43,20         | 7                | Le Grand-Bourg Bénévent-l’Abbaye                              | Guéret                                         | Bénévent-Grand-Bourg              |
| 23057      | 23270 | Châtelus-Malvaleix            | 545                              | 14,97         | 36               | Bonnat Châtelus-Malvaleix                                     | Guéret                                         | Portes de la Creuse en Marche     |
| 23060      | 23250 | Chavanat                      | 138                              | 12,73         | 11               | Ahun Saint-Sulpice-les-Champs                                 | Guéret Aubusson                                | Creuse Sud Ouest                  |
| 23061      | 23130 | Chénérailles                  | 736                              | 7,77          | 95               | Gouzon Chénérailles                                           | Aubusson                                       | Marche et Combraille en Aquitaine |
| 23062      | 23220 | Chéniers                      | 560                              | 34,90         | 16               | Bonnat                                                        | Guéret                                         | Pays Dunois                       |
| 23063      | 23500 | Clairavaux                    | 151                              | 27,55         | 5                | Auzances La Courtine                                          | Aubusson                                       | Haute-Corrèze Communauté          |
| 23064      | 23270 | Clugnat                       | 653                              | 42,42         | 15               | Boussac Châtelus-Malvaleix                                    | Aubusson Guéret                                | Creuse Confluence                 |
| 23065      | 23800 | Colondannes                   | 288                              | 10,70         | 27               | Dun-le-Palestel                                               | Guéret                                         | Pays Dunois                       |
| 23068      | 23140 | Cressat                       | 514                              | 33,41         | 15               | Gouzon Ahun                                                   | Aubusson Guéret                                | Creuse Confluence                 |
| 23069      | 23260 | Crocq                         | 389                              | 14,16         | 27               | Auzances Crocq                                                | Aubusson                                       | Marche et Combraille en Aquitaine |
| 23070      | 23160 | Crozant                       | 433                              | 30,52         | 14               | Dun-le-Palestel                                               | Guéret                                         | Pays Dunois                       |
| 23071      | 23500 | Croze                         | 187                              | 22,16         | 8                | Felletin                                                      | Aubusson                                       | Creuse Grand Sud                  |
| 23072      | 23140 | Domeyrot                      | 232                              | 24,59         | 9                | Gouzon Jarnages                                               | Aubusson Guéret                                | Creuse Confluence                 |
| 23073      | 23700 | Dontreix                      | 405                              | 47,45         | 9                | Auzances                                                      | Aubusson                                       | Marche et Combraille en Aquitaine |
| 23075      | 23800 | Dun-le-Palestel               | 1086                             | 9,81          | 111              | Dun-le-Palestel                                               | Guéret                                         | Pays Dunois                       |
| 23076      | 23110 | Évaux-les-Bains               | 1285                             | 45,55         | 28               | Évaux-les-Bains                                               | Aubusson                                       | Creuse Confluence                 |
| 23077      | 23340 | Faux-la-Montagne              | 448                              | 47,89         | 9                | Felletin Gentioux-Pigerolles                                  | Aubusson                                       | Creuse Grand Sud                  |
| 23078      | 23400 | Faux-Mazuras                  | 189                              | 19,96         | 9                | Bourganeuf                                                    | Guéret                                         | Creuse Sud Ouest                  |
| 23079      | 23500 | Felletin                      | 1552                             | 13,74         | 113              | Felletin                                                      | Aubusson                                       | Creuse Grand Sud                  |
| 23080      | 23100 | Féniers                       | 108                              | 14,33         | 8                | Felletin Gentioux-Pigerolles                                  | Aubusson                                       | Haute-Corrèze Communauté          |
| 23081      | 23260 | Flayat                        | 300                              | 43,53         | 7                | Auzances Crocq                                                | Aubusson                                       | Marche et Combraille en Aquitaine |
| 23082      | 23320 | Fleurat                       | 307                              | 12,30         | 25               | Le Grand-Bourg                                                | Guéret                                         | Bénévent-Grand-Bourg              |
| 23083      | 23110 | Fontanières                   | 255                              | 15,91         | 16               | Évaux-les-Bains                                               | Aubusson                                       | Marche et Combraille en Aquitaine |
| 23086      | 23480 | Fransèches                    | 241                              | 18,29         | 13               | Ahun Saint-Sulpice-les-Champs                                 | Guéret Aubusson                                | Creuse Sud Ouest                  |
| 23087      | 23450 | Fresselines                   | 501                              | 30,78         | 16               | Dun-le-Palestel                                               | Guéret                                         | Pays Dunois                       |
| 23192      | 23290 | Fursac                        | 1433                             | 59,03         | 24               | Le Grand-Bourg                                                | Guéret                                         | Bénévent-Grand-Bourg              |
| 23088      | 23320 | Gartempe                      | 113                              | 9,49          | 12               | Saint-Vaury                                                   | Guéret                                         | Grand Guéret                      |
| 23089      | 23350 | Genouillac                    | 724                              | 35,76         | 20               | Bonnat Châtelus-Malvaleix                                     | Guéret                                         | Portes de la Creuse en Marche     |
| 23090      | 23340 | Gentioux-Pigerolles           | 371                              | 79,29         | 5                | Felletin Gentioux-Pigerolles                                  | Aubusson                                       | Creuse Grand Sud                  |
| 23091      | 23500 | Gioux                         | 179                              | 37,42         | 5                | Felletin Gentioux-Pigerolles                                  | Aubusson                                       | Creuse Grand Sud                  |
| 23092      | 23380 | Glénic                        | 644                              | 27,60         | 23               | Saint-Vaury Guéret-Nord                                       | Guéret                                         | Grand Guéret                      |
| 23093      | 23230 | Gouzon                        | 1565                             | 50,03         | 31               | Gouzon Jarnages                                               | Aubusson Guéret                                | Creuse Confluence                 |
| 23096      | 23000 | Guéret                        | 12.814                           | 26,21         | 489              | Guéret-1 Guéret-2 Guéret-Nord Guéret-Sud-Est Guéret-Sud-Ouest | Guéret                                         | Grand Guéret                      |
| 23097      | 23130 | Issoudun-Létrieix             | 292                              | 26,43         | 11               | Gouzon Chénérailles                                           | Aubusson                                       | Marche et Combraille en Aquitaine |
| 23098      | 23270 | Jalesches                     | 94                               | 8,45          | 11               | Boussac Châtelus-Malvaleix                                    | Guéret                                         | Portes de la Creuse en Marche     |
| 23099      | 23250 | Janaillat                     | 319                              | 28,29         | 11               | Ahun Pontarion                                                | Guéret                                         | Creuse Sud Ouest                  |
| 23100      | 23140 | Jarnages                      | 477                              | 9,17          | 52               | Gouzon Jarnages                                               | Aubusson Guéret                                | Creuse Confluence                 |
| 23101      | 23220 | Jouillat                      | 383                              | 22,44         | 17               | Saint-Vaury Guéret-Nord                                       | Guéret                                         | Grand Guéret                      |
| 23033      | 23000 | La Brionne                    | 452                              | 7,08          | 64               | Saint-Vaury                                                   | Guéret                                         | Grand Guéret                      |
| 23039      | 23800 | La Celle-Dunoise              | 532                              | 29,11         | 18               | Dun-le-Palestel                                               | Guéret                                         | Pays Dunois                       |
| 23040      | 23230 | La Celle-sous-Gouzon          | 159                              | 14,07         | 11               | Gouzon Jarnages                                               | Aubusson Guéret                                | Creuse Confluence                 |
| 23041      | 23350 | La Cellette                   | 251                              | 21,48         | 12               | Bonnat Châtelus-Malvaleix                                     | Guéret                                         | Portes de la Creuse en Marche     |
| 23050      | 23160 | La Chapelle-Baloue            | 118                              | 8,68          | 14               | Dun-le-Palestel                                               | Guéret                                         | Pays Dunois                       |
| 23051      | 23250 | La Chapelle-Saint-Martial     | 77                               | 10,12         | 8                | Ahun Pontarion                                                | Guéret                                         | Creuse Sud Ouest                  |
| 23052      | 23000 | La Chapelle-Taillefert        | 444                              | 14,11         | 31               | Guéret-2 Guéret-Sud-Ouest                                     | Guéret                                         | Grand Guéret                      |
| 23059      | 23200 | La Chaussade                  | 97                               | 7,19          | 13               | Aubusson Bellegarde-en-Marche                                 | Aubusson                                       | Marche et Combraille en Aquitaine |
| 23067      | 23100 | La Courtine                   | 737                              | 41,42         | 18               | Auzances La Courtine                                          | Aubusson                                       | Haute-Corrèze Communauté          |
| 23084      | 23360 | La Forêt-du-Temple            | 143                              | 7,72          | 19               | Bonnat                                                        | Guéret                                         | Portes de la Creuse en Marche     |
| 23129      | 23260 | La Mazière-aux-Bons-Hommes    | 56                               | 10,24         | 5                | Auzances Crocq                                                | Aubusson                                       | Marche et Combraille en Aquitaine |
| 23144      | 23500 | La Nouaille                   | 228                              | 48,12         | 5                | Felletin Gentioux-Pigerolles                                  | Aubusson                                       | Creuse Grand Sud                  |
| 23157      | 23250 | La Pouge                      | 96                               | 7,58          | 13               | Ahun Pontarion                                                | Guéret                                         | Creuse Sud Ouest                  |
| 23169      | 23000 | La Saunière                   | 659                              | 7,50          | 88               | Guéret-1 Guéret-Sud-Est                                       | Guéret                                         | Grand Guéret                      |
| 23172      | 23190 | La Serre-Bussière-Vieille     | 121                              | 14,41         | 8                | Aubusson Chénérailles                                         | Aubusson                                       | Marche et Combraille en Aquitaine |
| 23176      | 23300 | La Souterraine                | 4928                             | 37,07         | 133              | La Souterraine                                                | Guéret                                         | Pays Sostranien                   |
| 23264      | 23340 | La Villedieu                  | 51                               | 5,63          | 9                | Felletin Gentioux-Pigerolles                                  | Aubusson                                       | Creuse Grand Sud                  |
| 23265      | 23260 | La Villeneuve                 | 45                               | 4,45          | 10               | Auzances Crocq                                                | Aubusson                                       | Marche et Combraille en Aquitaine |
| 23266      | 23260 | La Villetelle                 | 166                              | 16,14         | 10               | Auzances Crocq                                                | Aubusson                                       | Creuse Grand Sud                  |
| 23102      | 23270 | Ladapeyre                     | 356                              | 30,63         | 12               | Gouzon Guéret-Nord                                            | Aubusson Guéret                                | Creuse Confluence                 |
| 23103      | 23800 | Lafat                         | 319                              | 21,28         | 15               | Dun-le-Palestel                                               | Guéret                                         | Pays Dunois                       |
| 23104      | 23600 | Lavaufranche                  | 241                              | 16,34         | 15               | Boussac                                                       | Aubusson Guéret                                | Creuse Confluence                 |
| 23105      | 23150 | Lavaveix-les-Mines            | 642                              | 4,71          | 136              | Gouzon Chénérailles                                           | Aubusson                                       | Marche et Combraille en Aquitaine |
| 23029      | 23220 | Le Bourg-d’Hem                | 233                              | 15,39         | 15               | Bonnat                                                        | Guéret                                         | Pays Dunois                       |
| 23058      | 23130 | Le Chauchet                   | 105                              | 10,62         | 10               | Gouzon Chénérailles                                           | Aubusson                                       | Marche et Combraille en Aquitaine |
| 23066      | 23700 | Le Compas                     | 192                              | 16,54         | 12               | Auzances                                                      | Aubusson                                       | Marche et Combraille en Aquitaine |
| 23074      | 23480 | Le Donzeil                    | 188                              | 13,54         | 14               | Ahun Saint-Sulpice-les-Champs                                 | Guéret Aubusson                                | Creuse Sud Ouest                  |
| 23095      | 23240 | Le Grand-Bourg                | 1182                             | 78,91         | 15               | Le Grand-Bourg                                                | Guéret                                         | Bénévent-Grand-Bourg              |
| 23125      | 23100 | Le Mas-d’Artige               | 94                               | 16,21         | 6                | Auzances La Courtine                                          | Aubusson                                       | Haute-Corrèze Communauté          |
| 23134      | 23460 | Le Monteil-au-Vicomte         | 217                              | 14,40         | 15               | Felletin Royère-de-Vassivière                                 | Guéret Aubusson                                | Creuse Sud Ouest                  |
| 23106      | 23170 | Lépaud                        | 371                              | 24,12         | 15               | Évaux-les-Bains Chambon-sur-Voueize                           | Aubusson                                       | Creuse Confluence                 |
| 23107      | 23150 | Lépinas                       | 136                              | 14,80         | 9                | Ahun                                                          | Guéret                                         | Creuse Sud Ouest                  |
| 23123      | 23700 | Les Mars                      | 181                              | 12,90         | 14               | Auzances                                                      | Aubusson                                       | Marche et Combraille en Aquitaine |
| 23108      | 23600 | Leyrat                        | 143                              | 18,32         | 8                | Boussac                                                       | Aubusson Guéret                                | Creuse Confluence                 |
| 23109      | 23220 | Linard-Malval                 | 207                              | 16,63         | 12               | Bonnat                                                        | Guéret                                         | Portes de la Creuse en Marche     |
| 23110      | 23700 | Lioux-les-Monges              | 55                               | 7,32          | 8                | Auzances                                                      | Aubusson                                       | Marche et Combraille en Aquitaine |
| 23111      | 23240 | Lizières                      | 236                              | 14,67         | 16               | Le Grand-Bourg                                                | Guéret                                         | Bénévent-Grand-Bourg              |
| 23112      | 23360 | Lourdoueix-Saint-Pierre       | 720                              | 44,73         | 16               | Bonnat                                                        | Guéret                                         | Portes de la Creuse en Marche     |
| 23113      | 23190 | Lupersat                      | 291                              | 32,64         | 9                | Aubusson Bellegarde-en-Marche                                 | Aubusson                                       | Marche et Combraille en Aquitaine |
| 23114      | 23170 | Lussat                        | 409                              | 46,86         | 9                | Évaux-les-Bains Chambon-sur-Voueize                           | Aubusson                                       | Creuse Confluence                 |
| 23115      | 23260 | Magnat-l’Étrange              | 240                              | 25,87         | 9                | Auzances La Courtine                                          | Aubusson                                       | Haute-Corrèze Communauté          |
| 23116      | 23700 | Mainsat                       | 532                              | 34,81         | 15               | Aubusson Bellegarde-en-Marche                                 | Aubusson                                       | Marche et Combraille en Aquitaine |
| 23117      | 23800 | Maison-Feyne                  | 284                              | 13,27         | 21               | Dun-le-Palestel                                               | Guéret                                         | Pays Dunois                       |
| 23118      | 23150 | Maisonnisses                  | 175                              | 11,12         | 16               | Ahun                                                          | Guéret                                         | Creuse Sud Ouest                  |
| 23119      | 23260 | Malleret                      | 43                               | 11,80         | 4                | Auzances La Courtine                                          | Aubusson                                       | Haute-Corrèze Communauté          |
| 23120      | 23600 | Malleret-Boussac              | 179                              | 25,43         | 7                | Boussac                                                       | Aubusson Guéret                                | Creuse Confluence                 |
| 23122      | 23400 | Mansat-la-Courrière           | 68                               | 9,42          | 7                | Bourganeuf                                                    | Guéret                                         | Creuse Sud Ouest                  |
| 23124      | 23210 | Marsac                        | 642                              | 19,67         | 33               | Le Grand-Bourg Bénévent-l’Abbaye                              | Guéret                                         | Bénévent-Grand-Bourg              |
| 23127      | 23190 | Mautes                        | 198                              | 22,67         | 9                | Aubusson Bellegarde-en-Marche                                 | Aubusson                                       | Marche et Combraille en Aquitaine |
| 23128      | 23150 | Mazeirat                      | 123                              | 7,80          | 16               | Ahun                                                          | Guéret                                         | Grand Guéret                      |
| 23130      | 23360 | Méasnes                       | 525                              | 27,63         | 19               | Bonnat                                                        | Guéret                                         | Portes de la Creuse en Marche     |
| 23131      | 23420 | Mérinchal                     | 661                              | 45,45         | 15               | Auzances Crocq                                                | Aubusson                                       | Marche et Combraille en Aquitaine |
| 23132      | 23320 | Montaigut-le-Blanc            | 372                              | 17,23         | 22               | Guéret-2 Saint-Vaury                                          | Guéret                                         | Grand Guéret                      |
| 23133      | 23400 | Montboucher                   | 370                              | 27,68         | 13               | Bourganeuf                                                    | Guéret                                         | Creuse Sud Ouest                  |
| 23136      | 23220 | Mortroux                      | 276                              | 13,28         | 21               | Bonnat                                                        | Guéret                                         | Portes de la Creuse en Marche     |
| 23137      | 23210 | Mourioux-Vieilleville         | 523                              | 25,20         | 21               | Le Grand-Bourg Bénévent-l’Abbaye                              | Guéret                                         | Bénévent-Grand-Bourg              |
| 23138      | 23150 | Moutier-d’Ahun                | 161                              | 9,91          | 16               | Ahun                                                          | Guéret                                         | Creuse Sud Ouest                  |
| 23139      | 23220 | Moutier-Malcard               | 558                              | 25,81         | 22               | Bonnat                                                        | Guéret                                         | Portes de la Creuse en Marche     |
| 23140      | 23200 | Moutier-Rozeille              | 433                              | 19,66         | 22               | Felletin                                                      | Aubusson                                       | Creuse Grand Sud                  |
| 23141      | 23800 | Naillat                       | 667                              | 36,23         | 18               | Dun-le-Palestel                                               | Guéret                                         | Pays Dunois                       |
| 23142      | 23200 | Néoux                         | 279                              | 23,81         | 12               | Aubusson                                                      | Aubusson                                       | Creuse Grand Sud                  |
| 23143      | 23300 | Noth                          | 495                              | 22,89         | 22               | La Souterraine                                                | Guéret                                         | Pays Sostranien                   |
| 23145      | 23170 | Nouhant                       | 301                              | 25,75         | 12               | Évaux-les-Bains Chambon-sur-Voueize                           | Aubusson                                       | Creuse Confluence                 |
| 23146      | 23600 | Nouzerines                    | 238                              | 19,09         | 12               | Boussac                                                       | Aubusson Guéret                                | Creuse Confluence                 |
| 23147      | 23360 | Nouzerolles                   | 97                               | 8,17          | 12               | Dun-le-Palestel Bonnat                                        | Guéret                                         | Pays Dunois                       |
| 23148      | 23350 | Nouziers                      | 250                              | 14,33         | 17               | Bonnat Châtelus-Malvaleix                                     | Guéret                                         | Portes de la Creuse en Marche     |
| 23149      | 23140 | Parsac                        | 823                              | 53,92         | 15               | Gouzon Jarnages                                               | Aubusson Guéret                                | Creuse Confluence                 |
| 23150      | 23000 | Peyrabout                     | 151                              | 8,91          | 17               | Ahun                                                          | Guéret                                         | Grand Guéret                      |
| 23151      | 23130 | Peyrat-la-Nonière             | 422                              | 41,40         | 10               | Gouzon Chénérailles                                           | Aubusson                                       | Marche et Combraille en Aquitaine |
| 23152      | 23130 | Pierrefitte                   | 68                               | 6,40          | 11               | Gouzon Jarnages                                               | Aubusson Guéret                                | Creuse Confluence                 |
| 23154      | 23140 | Pionnat                       | 715                              | 41,77         | 17               | Gouzon Ahun                                                   | Aubusson Guéret                                | Creuse Confluence                 |
| 23155      | 23250 | Pontarion                     | 359                              | 5,25          | 68               | Ahun Pontarion                                                | Guéret                                         | Creuse Sud Ouest                  |
| 23156      | 23260 | Pontcharraud                  | 83                               | 9,56          | 9                | Auzances Crocq                                                | Aubusson                                       | Marche et Combraille en Aquitaine |
| 23158      | 23500 | Poussanges                    | 150                              | 23,35         | 6                | Felletin                                                      | Aubusson                                       | Haute-Corrèze Communauté          |
| 23159      | 23130 | Puy-Malsignat                 | 144                              | 12,61         | 11               | Gouzon Chénérailles                                           | Aubusson                                       | Marche et Combraille en Aquitaine |
| 23160      | 23110 | Reterre                       | 262                              | 17,54         | 15               | Évaux-les-Bains                                               | Aubusson                                       | Marche et Combraille en Aquitaine |
| 23162      | 23270 | Roches                        | 371                              | 25,55         | 15               | Bonnat Châtelus-Malvaleix                                     | Guéret                                         | Portes de la Creuse en Marche     |
| 23164      | 23700 | Rougnat                       | 474                              | 41,01         | 12               | Auzances                                                      | Aubusson                                       | Marche et Combraille en Aquitaine |
| 23165      | 23460 | Royère-de-Vassivière          | 572                              | 74,14         | 8                | Felletin Royère-de-Vassivière                                 | Guéret Aubusson                                | Creuse Sud Ouest                  |
| 23166      | 23800 | Sagnat                        | 195                              | 11,81         | 17               | Dun-le-Palestel                                               | Guéret                                         | Pays Dunois                       |
| 23177      | 23300 | Saint-Agnant-de-Versillat     | 1059                             | 50,46         | 21               | La Souterraine                                                | Guéret                                         | Pays Sostranien                   |
| 23178      | 23260 | Saint-Agnant-près-Crocq       | 186                              | 25,51         | 7                | Auzances Crocq                                                | Aubusson                                       | Marche et Combraille en Aquitaine |
| 23179      | 23200 | Saint-Alpinien                | 290                              | 15,21         | 19               | Aubusson                                                      | Aubusson                                       | Creuse Grand Sud                  |
| 23180      | 23200 | Saint-Amand                   | 453                              | 8,05          | 56               | Aubusson                                                      | Aubusson                                       | Creuse Grand Sud                  |
| 23181      | 23400 | Saint-Amand-Jartoudeix        | 152                              | 18,74         | 8                | Bourganeuf                                                    | Guéret                                         | Creuse Sud Ouest                  |
| 23182      | 23200 | Saint-Avit-de-Tardes          | 163                              | 14,42         | 11               | Aubusson                                                      | Aubusson                                       | Creuse Grand Sud                  |
| 23183      | 23480 | Saint-Avit-le-Pauvre          | 88                               | 4,99          | 18               | Ahun Saint-Sulpice-les-Champs                                 | Guéret Aubusson                                | Creuse Sud Ouest                  |
| 23184      | 23260 | Saint-Bard                    | 95                               | 9,36          | 10               | Auzances Crocq                                                | Aubusson                                       | Marche et Combraille en Aquitaine |
| 23185      | 23130 | Saint-Chabrais                | 317                              | 24,94         | 13               | Gouzon Chénérailles                                           | Aubusson                                       | Marche et Combraille en Aquitaine |
| 23186      | 23000 | Saint-Christophe              | 150                              | 7,79          | 19               | Guéret-2 Guéret-Sud-Ouest                                     | Guéret                                         | Grand Guéret                      |
| 23187      | 23130 | Saint-Dizier-la-Tour          | 180                              | 16,99         | 11               | Gouzon Chénérailles                                           | Aubusson                                       | Marche et Combraille en Aquitaine |
| 23188      | 23270 | Saint-Dizier-les-Domaines     | 203                              | 15,89         | 13               | Bonnat Châtelus-Malvaleix                                     | Guéret                                         | Portes de la Creuse en Marche     |
| 23189      | 23400 | Saint-Dizier-Masbaraud        | 1134                             | 67,02         | 17               | Bourganeuf                                                    | Guéret                                         | Creuse Sud Ouest                  |
| 23190      | 23190 | Saint-Domet                   | 162                              | 15,33         | 11               | Aubusson Bellegarde-en-Marche                                 | Aubusson                                       | Marche et Combraille en Aquitaine |
| 23193      | 23000 | Sainte-Feyre                  | 2531                             | 29,99         | 84               | Guéret-1 Guéret-Sud-Est                                       | Guéret                                         | Grand Guéret                      |
| 23194      | 23500 | Sainte-Feyre-la-Montagne      | 120                              | 6,84          | 18               | Felletin                                                      | Aubusson                                       | Creuse Grand Sud                  |
| 23191      | 23000 | Saint-Éloi                    | 176                              | 15,60         | 11               | Guéret-2 Pontarion                                            | Guéret                                         | Grand Guéret                      |
| 23195      | 23000 | Saint-Fiel                    | 1079                             | 16,72         | 65               | Saint-Vaury Guéret-Nord                                       | Guéret                                         | Grand Guéret                      |
| 23196      | 23500 | Saint-Frion                   | 252                              | 18,76         | 13               | Felletin                                                      | Aubusson                                       | Creuse Grand Sud                  |
| 23197      | 23250 | Saint-Georges-la-Pouge        | 361                              | 24,09         | 15               | Ahun Pontarion                                                | Guéret                                         | Creuse Sud Ouest                  |
| 23198      | 23500 | Saint-Georges-Nigremont       | 145                              | 18,59         | 8                | Auzances Crocq                                                | Aubusson                                       | Marche et Combraille en Aquitaine |
| 23199      | 23160 | Saint-Germain-Beaupré         | 355                              | 17,06         | 21               | Dun-le-Palestel La Souterraine                                | Guéret                                         | Pays Sostranien                   |
| 23200      | 23430 | Saint-Goussaud                | 160                              | 24,30         | 7                | Le Grand-Bourg Bénévent-l’Abbaye                              | Guéret                                         | Bénévent-Grand-Bourg              |
| 23201      | 23150 | Saint-Hilaire-la-Plaine       | 211                              | 11,06         | 19               | Ahun                                                          | Guéret                                         | Creuse Sud Ouest                  |
| 23202      | 23250 | Saint-Hilaire-le-Château      | 225                              | 19,59         | 11               | Ahun Pontarion                                                | Guéret                                         | Creuse Sud Ouest                  |
| 23203      | 23110 | Saint-Julien-la-Genête        | 218                              | 11,91         | 18               | Évaux-les-Bains                                               | Aubusson                                       | Creuse Confluence                 |
| 23204      | 23130 | Saint-Julien-le-Châtel        | 150                              | 15,30         | 10               | Gouzon Chambon-sur-Voueize                                    | Aubusson                                       | Creuse Confluence                 |
| 23205      | 23400 | Saint-Junien-la-Bregère       | 144                              | 25,66         | 6                | Bourganeuf Royère-de-Vassivière                               | Guéret Aubusson                                | Creuse Sud Ouest                  |
| 23206      | 23000 | Saint-Laurent                 | 678                              | 12,93         | 52               | Guéret-1 Guéret-Sud-Est                                       | Guéret                                         | Grand Guéret                      |
| 23207      | 23300 | Saint-Léger-Bridereix         | 165                              | 8,10          | 20               | La Souterraine                                                | Guéret                                         | Pays Sostranien                   |
| 23208      | 23000 | Saint-Léger-le-Guérétois      | 398                              | 13,98         | 28               | Saint-Vaury                                                   | Guéret                                         | Grand Guéret                      |
| 23209      | 23130 | Saint-Loup                    | 192                              | 18,82         | 10               | Gouzon Chambon-sur-Voueize                                    | Aubusson                                       | Creuse Confluence                 |
| 23210      | 23200 | Saint-Maixant                 | 233                              | 13,86         | 17               | Aubusson                                                      | Aubusson                                       | Creuse Grand Sud                  |
| 23211      | 23200 | Saint-Marc-à-Frongier         | 427                              | 25,45         | 17               | Aubusson                                                      | Aubusson                                       | Creuse Grand Sud                  |
| 23212      | 23460 | Saint-Marc-à-Loubaud          | 126                              | 18,42         | 7                | Felletin Gentioux-Pigerolles                                  | Aubusson                                       | Creuse Grand Sud                  |
| 23213      | 23600 | Saint-Marien                  | 199                              | 12,78         | 16               | Boussac                                                       | Aubusson Guéret                                | Creuse Confluence                 |
| 23214      | 23150 | Saint-Martial-le-Mont         | 264                              | 10,25         | 26               | Ahun Saint-Sulpice-les-Champs                                 | Guéret Aubusson                                | Creuse Sud Ouest                  |
| 23215      | 23100 | Saint-Martial-le-Vieux        | 151                              | 22,22         | 7                | Auzances La Courtine                                          | Aubusson                                       | Haute-Corrèze Communauté          |
| 23216      | 23460 | Saint-Martin-Château          | 152                              | 31,25         | 5                | Felletin Royère-de-Vassivière                                 | Guéret Aubusson                                | Creuse Sud Ouest                  |
| 23217      | 23430 | Saint-Martin-Sainte-Catherine | 330                              | 27,27         | 12               | Bourganeuf                                                    | Guéret                                         | Creuse Sud Ouest                  |
| 23219      | 23300 | Saint-Maurice-la-Souterraine  | 1126                             | 39,72         | 28               | La Souterraine                                                | Guéret                                         | Pays Sostranien                   |
| 23218      | 23260 | Saint-Maurice-près-Crocq      | 100                              | 14,10         | 7                | Auzances Crocq                                                | Aubusson                                       | Marche et Combraille en Aquitaine |
| 23220      | 23200 | Saint-Médard-la-Rochette      | 553                              | 38,92         | 14               | Gouzon Chénérailles                                           | Aubusson                                       | Marche et Combraille en Aquitaine |
| 23221      | 23100 | Saint-Merd-la-Breuille        | 195                              | 40,19         | 5                | Auzances La Courtine                                          | Aubusson                                       | Haute-Corrèze Communauté          |
| 23222      | 23480 | Saint-Michel-de-Veisse        | 166                              | 15,57         | 11               | Ahun Saint-Sulpice-les-Champs                                 | Guéret Aubusson                                | Creuse Sud Ouest                  |
| 23223      | 23400 | Saint-Moreil                  | 218                              | 23,94         | 9                | Bourganeuf Royère-de-Vassivière                               | Guéret Aubusson                                | Creuse Sud Ouest                  |
| 23224      | 23100 | Saint-Oradoux-de-Chirouze     | 71                               | 28,58         | 2                | Auzances La Courtine                                          | Aubusson                                       | Haute-Corrèze Communauté          |
| 23225      | 23260 | Saint-Oradoux-près-Crocq      | 109                              | 13,36         | 8                | Auzances Crocq                                                | Aubusson                                       | Marche et Combraille en Aquitaine |
| 23226      | 23260 | Saint-Pardoux-d’Arnet         | 164                              | 16,44         | 10               | Auzances Crocq                                                | Aubusson                                       | Marche et Combraille en Aquitaine |
| 23228      | 23200 | Saint-Pardoux-le-Neuf         | 196                              | 7,51          | 26               | Aubusson                                                      | Aubusson                                       | Creuse Grand Sud                  |
| 23229      | 23150 | Saint-Pardoux-les-Cards       | 289                              | 24,76         | 12               | Gouzon Chénérailles                                           | Aubusson                                       | Marche et Combraille en Aquitaine |
| 23227      | 23400 | Saint-Pardoux-Morterolles     | 211                              | 36,50         | 6                | Bourganeuf Royère-de-Vassivière                               | Guéret Aubusson                                | Creuse Sud Ouest                  |
| 23232      | 23460 | Saint-Pierre-Bellevue         | 213                              | 32,78         | 6                | Bourganeuf Royère-de-Vassivière                               | Guéret Aubusson                                | Creuse Sud Ouest                  |
| 23230      | 23430 | Saint-Pierre-Chérignat        | 165                              | 23,72         | 7                | Bourganeuf                                                    | Guéret                                         | Creuse Sud Ouest                  |
| 23233      | 23600 | Saint-Pierre-le-Bost          | 119                              | 17,24         | 7                | Boussac                                                       | Aubusson Guéret                                | Creuse Confluence                 |
| 23234      | 23110 | Saint-Priest                  | 150                              | 22,34         | 7                | Évaux-les-Bains                                               | Aubusson                                       | Marche et Combraille en Aquitaine |
| 23235      | 23300 | Saint-Priest-la-Feuille       | 721                              | 27,44         | 26               | La Souterraine                                                | Guéret                                         | Pays Sostranien                   |
| 23236      | 23240 | Saint-Priest-la-Plaine        | 256                              | 21,90         | 12               | Le Grand-Bourg                                                | Guéret                                         | Bénévent-Grand-Bourg              |
| 23237      | 23400 | Saint-Priest-Palus            | 55                               | 10,64         | 5                | Bourganeuf                                                    | Guéret                                         | Creuse Sud Ouest                  |
| 23238      | 23500 | Saint-Quentin-la-Chabanne     | 368                              | 29,59         | 12               | Felletin                                                      | Aubusson                                       | Creuse Grand Sud                  |
| 23239      | 23160 | Saint-Sébastien               | 629                              | 24,98         | 25               | Dun-le-Palestel                                               | Guéret                                         | Pays Dunois                       |
| 23240      | 23600 | Saint-Silvain-Bas-le-Roc      | 409                              | 15,32         | 27               | Boussac                                                       | Aubusson Guéret                                | Creuse Confluence                 |
| 23241      | 23190 | Saint-Silvain-Bellegarde      | 198                              | 20,85         | 9                | Aubusson Bellegarde-en-Marche                                 | Aubusson                                       | Marche et Combraille en Aquitaine |
| 23242      | 23320 | Saint-Silvain-Montaigut       | 193                              | 9,55          | 20               | Guéret-2 Saint-Vaury                                          | Guéret                                         | Grand Guéret                      |
| 23243      | 23140 | Saint-Silvain-sous-Toulx      | 147                              | 14,57         | 10               | Gouzon Jarnages                                               | Aubusson Guéret                                | Creuse Confluence                 |
| 23244      | 23800 | Saint-Sulpice-le-Dunois       | 570                              | 30,85         | 18               | Dun-le-Palestel                                               | Guéret                                         | Pays Dunois                       |
| 23245      | 23000 | Saint-Sulpice-le-Guérétois    | 1901                             | 36,18         | 53               | Saint-Vaury                                                   | Guéret                                         | Grand Guéret                      |
| 23246      | 23480 | Saint-Sulpice-les-Champs      | 343                              | 21,70         | 16               | Aubusson Saint-Sulpice-les-Champs                             | Aubusson                                       | Creuse Grand Sud                  |
| 23247      | 23320 | Saint-Vaury                   | 1729                             | 46,50         | 37               | Saint-Vaury                                                   | Guéret                                         | Grand Guéret                      |
| 23248      | 23000 | Saint-Victor-en-Marche        | 348                              | 16,62         | 21               | Guéret-2 Guéret-Sud-Ouest                                     | Guéret                                         | Grand Guéret                      |
| 23249      | 23460 | Saint-Yrieix-la-Montagne      | 221                              | 24,04         | 9                | Felletin                                                      | Aubusson                                       | Creuse Grand Sud                  |
| 23250      | 23150 | Saint-Yrieix-les-Bois         | 281                              | 15,70         | 18               | Ahun                                                          | Guéret                                         | Grand Guéret                      |
| 23167      | 23110 | Sannat                        | 347                              | 34,00         | 10               | Évaux-les-Bains                                               | Aubusson                                       | Marche et Combraille en Aquitaine |
| 23168      | 23250 | Sardent                       | 758                              | 41,11         | 18               | Ahun Pontarion                                                | Guéret                                         | Creuse Sud Ouest                  |
| 23170      | 23000 | Savennes                      | 209                              | 6,93          | 30               | Guéret-1 Guéret-Sud-Ouest                                     | Guéret                                         | Grand Guéret                      |
| 23171      | 23700 | Sermur                        | 103                              | 19,50         | 5                | Auzances                                                      | Aubusson                                       | Marche et Combraille en Aquitaine |
| 23173      | 23250 | Soubrebost                    | 139                              | 20,76         | 7                | Bourganeuf                                                    | Guéret                                         | Creuse Sud Ouest                  |
| 23174      | 23600 | Soumans                       | 591                              | 36,68         | 16               | Boussac                                                       | Aubusson Guéret                                | Creuse Confluence                 |
| 23175      | 23150 | Sous-Parsat                   | 114                              | 9,14          | 12               | Ahun Saint-Sulpice-les-Champs                                 | Guéret Aubusson                                | Creuse Sud Ouest                  |
| 23251      | 23170 | Tardes                        | 119                              | 21,40         | 6                | Évaux-les-Bains Chambon-sur-Voueize                           | Aubusson                                       | Creuse Confluence                 |
| 23252      | 23350 | Tercillat                     | 154                              | 13,64         | 11               | Boussac Châtelus-Malvaleix                                    | Guéret                                         | Portes de la Creuse en Marche     |
| 23253      | 23250 | Thauron                       | 170                              | 22,34         | 8                | Ahun Pontarion                                                | Guéret                                         | Creuse Sud Ouest                  |
| 23254      | 23600 | Toulx-Sainte-Croix            | 252                              | 35,05         | 7                | Boussac                                                       | Aubusson Guéret                                | Creuse Confluence                 |
| 23255      | 23230 | Trois-Fonds                   | 132                              | 9,53          | 14               | Gouzon Jarnages                                               | Aubusson Guéret                                | Creuse Confluence                 |
| 23257      | 23120 | Vallière                      | 714                              | 48,42         | 15               | Felletin                                                      | Aubusson                                       | Creuse Grand Sud                  |
| 23258      | 23300 | Vareilles                     | 322                              | 17,68         | 18               | La Souterraine                                                | Guéret                                         | Pays Sostranien                   |
| 23259      | 23170 | Verneiges                     | 124                              | 7,59          | 16               | Évaux-les-Bains Chambon-sur-Voueize                           | Aubusson                                       | Creuse Confluence                 |
| 23260      | 23250 | Vidaillat                     | 201                              | 23,59         | 9                | Ahun Pontarion                                                | Guéret                                         | Creuse Sud Ouest                  |
| 23261      | 23170 | Viersat                       | 281                              | 29,09         | 10               | Évaux-les-Bains Chambon-sur-Voueize                           | Aubusson                                       | Creuse Confluence                 |
| 23262      | 23140 | Vigeville                     | 164                              | 7,27          | 23               | Gouzon Ahun                                                   | Aubusson Guéret                                | Creuse Confluence                 |
| 23263      | 23800 | Villard                       | 381                              | 16,37         | 23               | Dun-le-Palestel                                               | Guéret                                         | Pays Dunois                       |

## Veränderungen im Gemeindebestand seit der landesweiten Neuordnung der Kantone

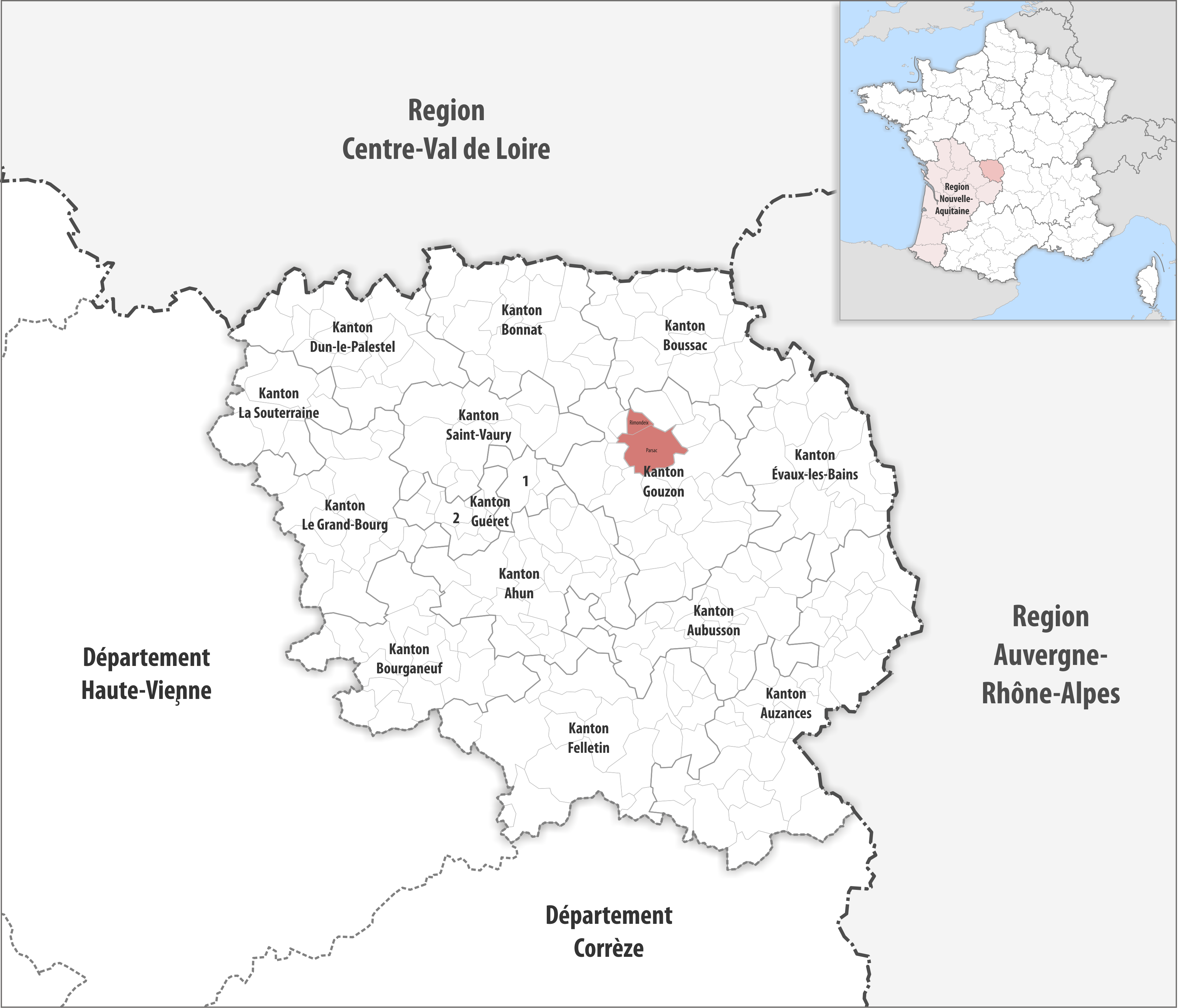
Gemeinden bis 2015
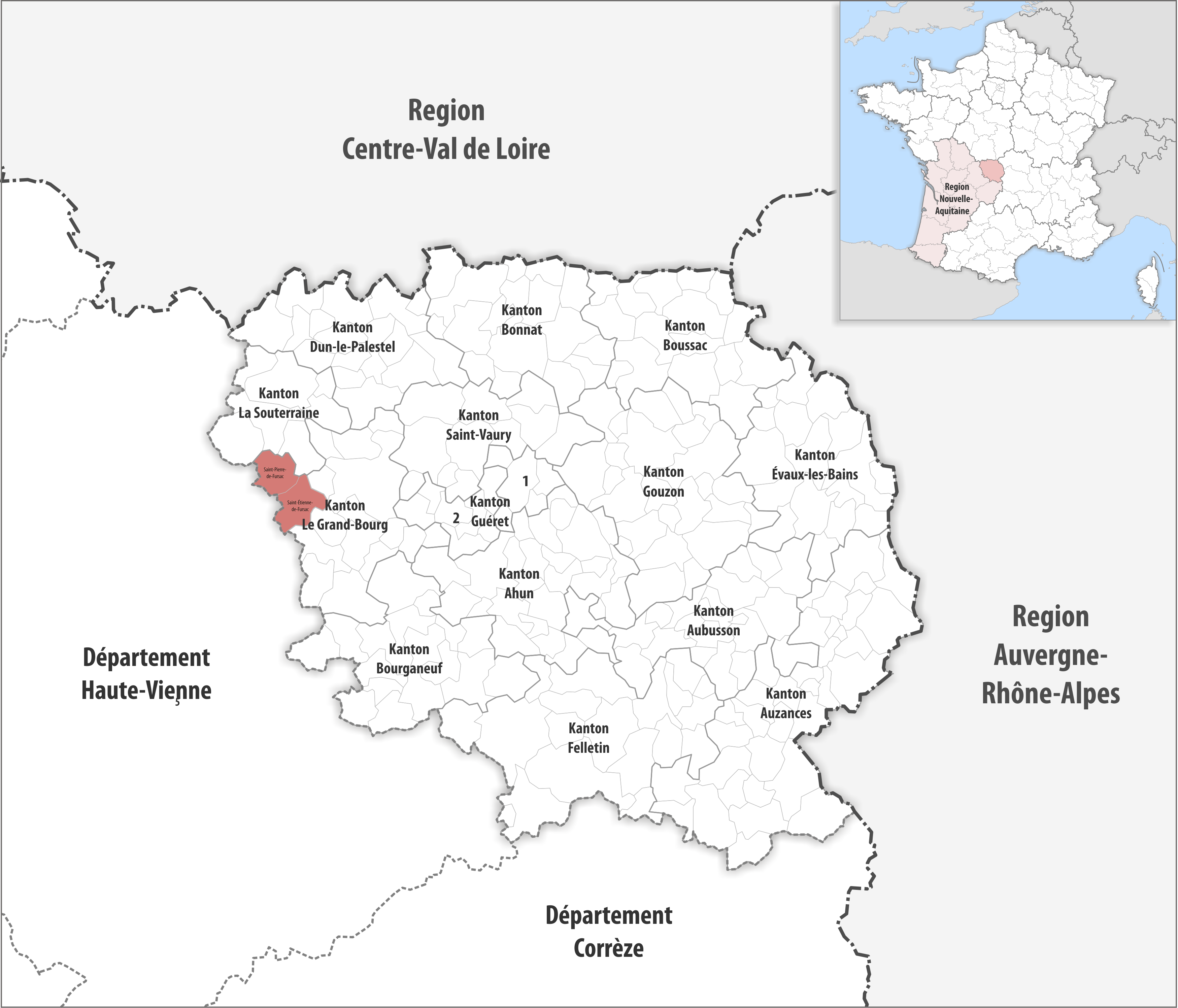
Gemeinden bis 2016
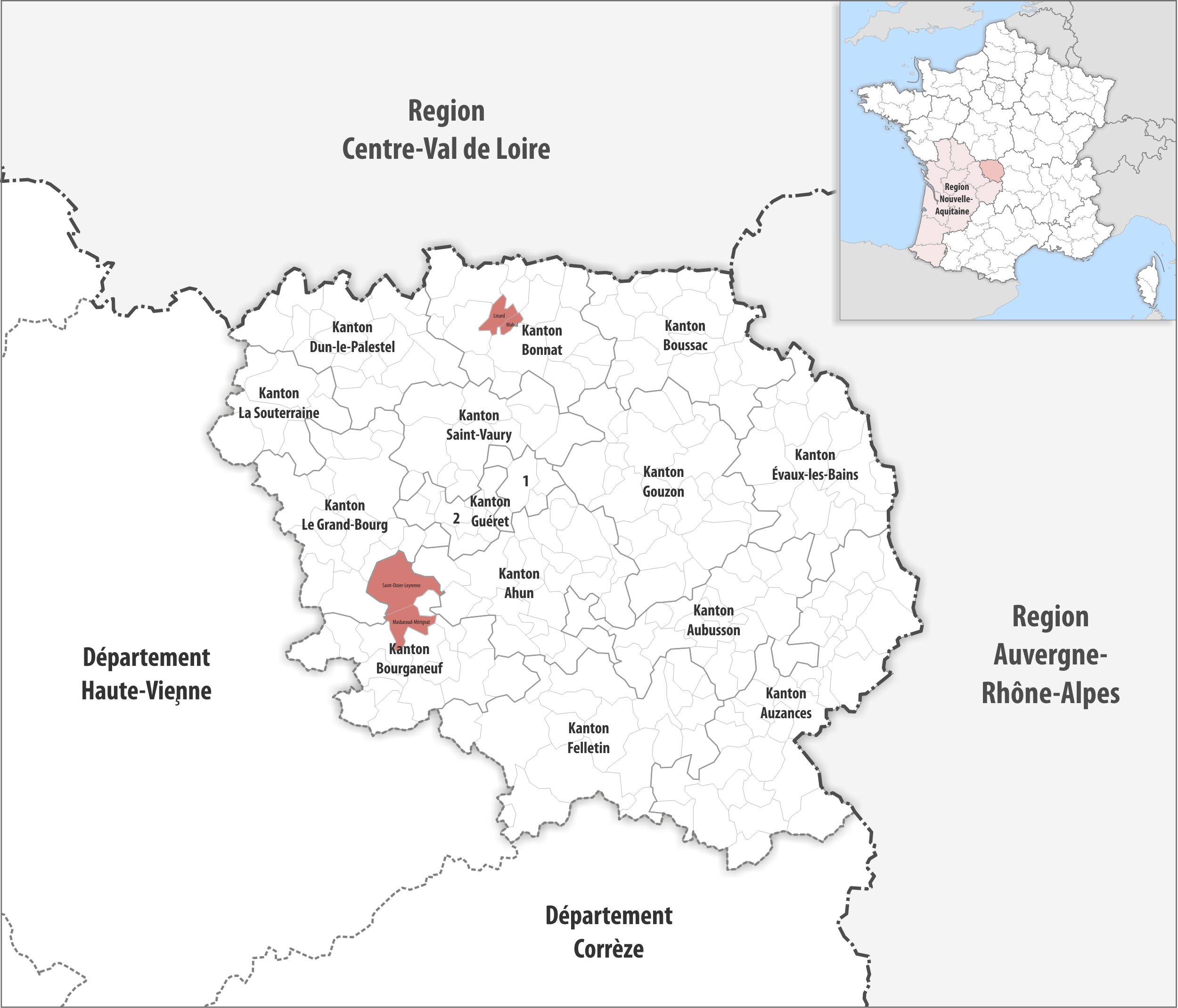
Gemeinden bis 2018
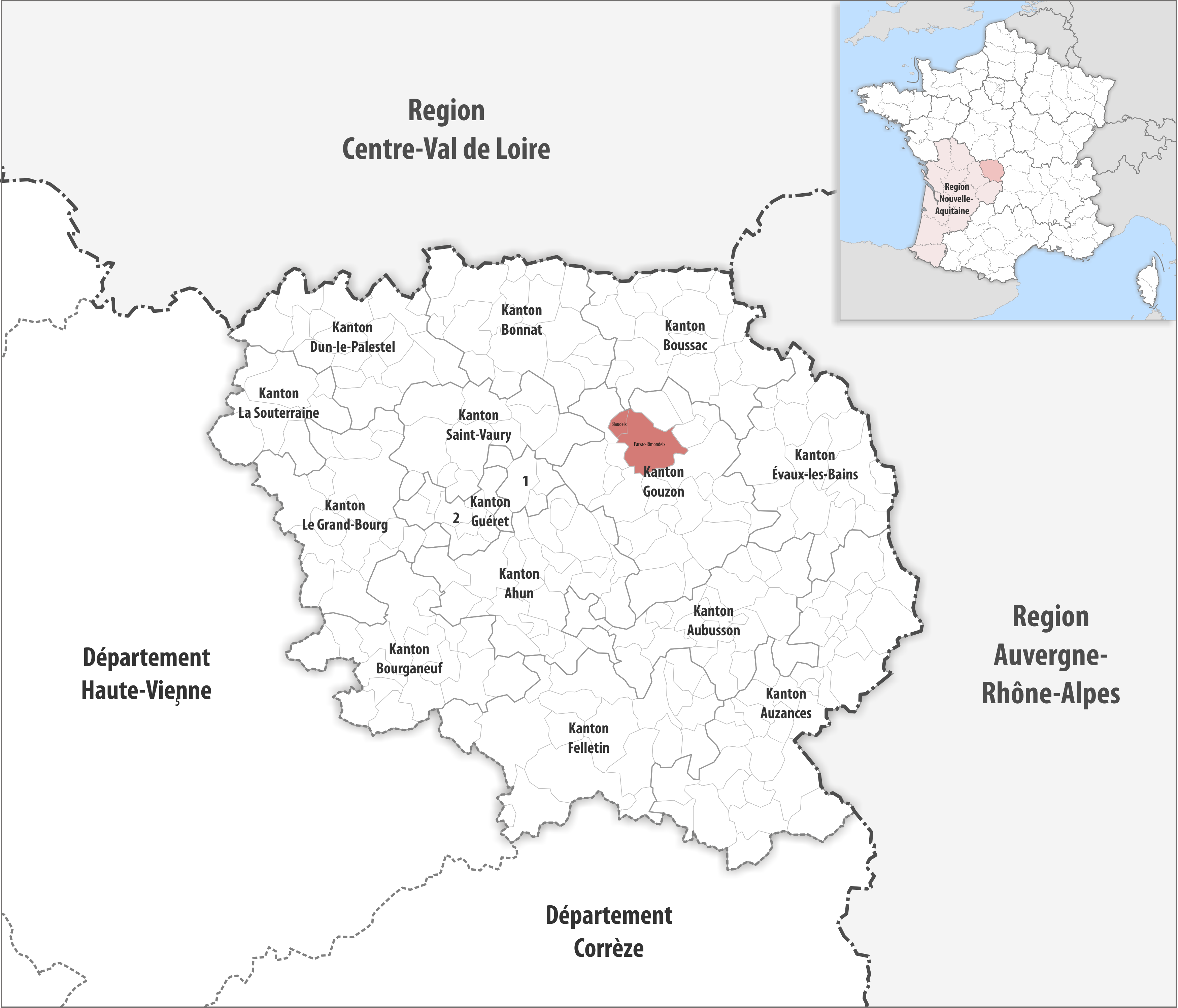
Gemeinden bis 2024

2025:
- Fusion Blaudeix und Parsac-Rimondeix → Parsac

2019:
- Fusion Linard und Malval → Linard-Malval
- Fusion Saint-Dizier-Leyrenne und Masbaraud-Mérignat → Saint-Dizier-Masbaraud

2017: Fusion Saint-Étienne-de-Fursac und Saint-Pierre-de-Fursac → Fursac
2016: Fusion Parsac und Rimondeix → Parsac-Rimondeix